# Калакура Ярослав Степанович
Яросла́в Степа́нович Калаку́ра (нар. 24 вересня 1937, с. Рудники, нині Підгаєцького району Тернопільської області) — відомий український історик, українознавець, історіограф, джерелознавець та архівознавець, акад. АН ВШ України з 1997 р.

## Біографія

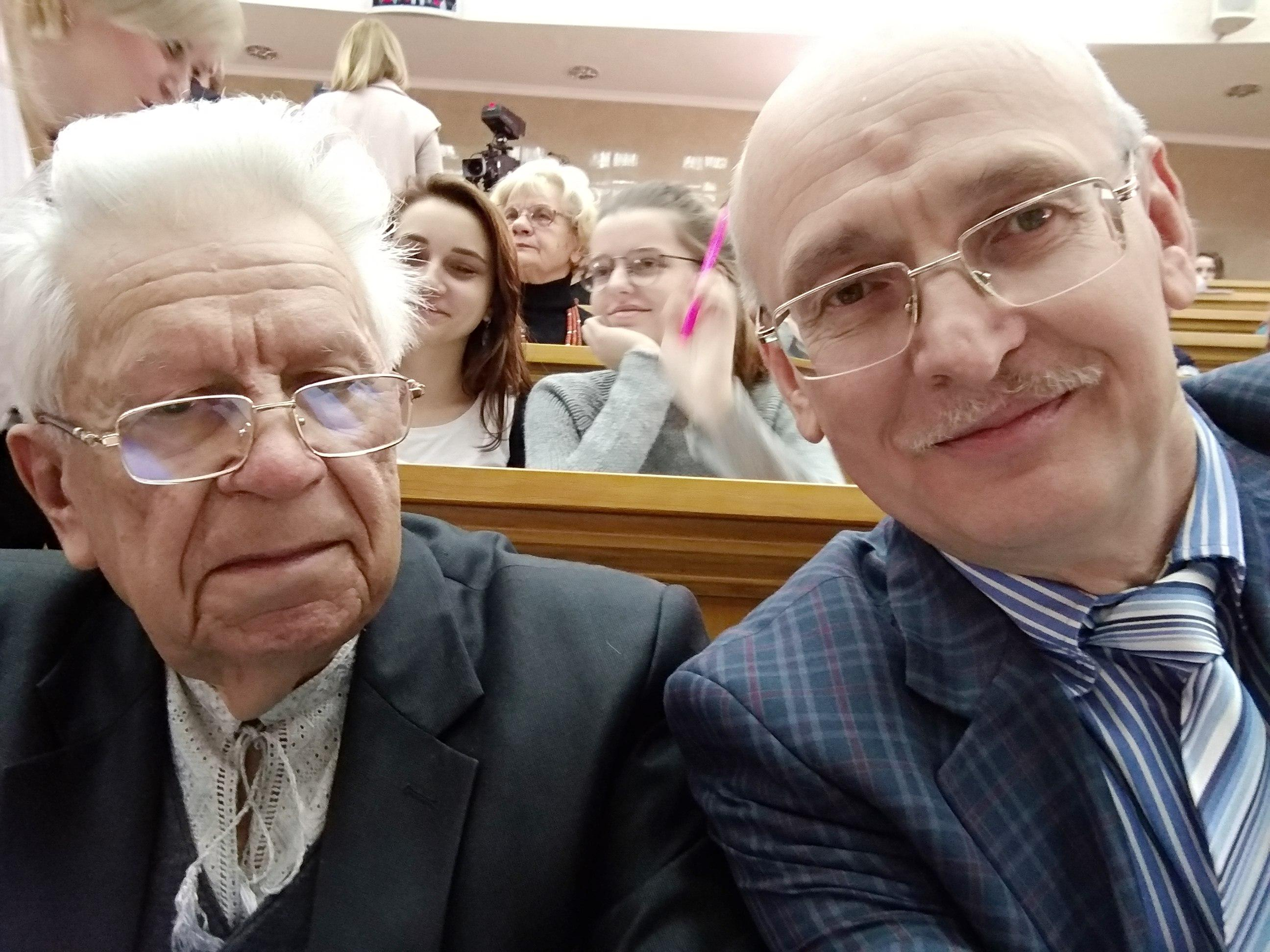
Ярослав Калакура і Юрій Пероганич перед радіодиктантом національної єдності в КНУ імені Т. Шевченка (9 листопада 2017)

Народився в селі Рудники Підгаєцького повіту Тернопільського воєводства (Польща) — нині Підгаєцький район на Тернопіллі. Закінчив Коломийське педучилище (1955), історичний факультет Чернівецького університету (1963), аспірантуру в КДУ ім. Т. Г. Шевченка (1968). У 1968 р. захистив кандидатську, а в 1980 р. — докторську дисертації; з 1970 р. — доцент, з 1981 р. — професор.
В 1955—1956 рр. учителював у Нижньовербізької семирічній школі на Коломийщині; у 1956—1964 рр. був на комсомольській роботі у Печеніжині, Станіславі та Коломиї; у 1964—1969 рр. — викладач, доцент Івано-Франківського педінституту; у 1969—1972 рр. — працівник апарату ЦК КП України; у 1972—1981 рр. — заступник директора з наукової роботи Інституту підвищення кваліфікації викладачів суспільних наук при КДУ, доцент, професор Інституту; у 1981—1989 рр. — проректор з навчальної роботи КДУ ім. Т. Г. Шевченка, директор Інституту суспільних наук; 1989—2002 рр. — професор кафедри загальної історії, завідувач кафедри архівознавства та спеціальних галузей історичної науки, з 2003 р. — професор цієї кафедри. За сумісництвом — головний науковий співробітник Науково-дослідного інституту українознавства та всесвітньої історії, ст. науковий співробітник Інституту української археографії та джерелознавства ім. М. С. Грушевського НАН України.

## Науковий доробок
Тематика наукових  досліджень охоплює ключові проблеми історії України, українознавства, методології, історіографії, джерелознавства та архівознавства.
Є автором близько 600 наукових, науково-популярних та навчально-методичних праць, у т.ч. 102 індивідуальних і колективних монографій, 32 підручників та навчальних посібників, укладач низки документальних збірників. 14 праць опубліковані іноземними мовами. Серед них:
1. Общественные науки в высшей школе. (співавтор). — К.:Вища школа,1980.- 296 с.;
2. Историография истории Украинской ССР. (співавтор).- К.:Наукова думка,1986.- 557 с.;
3. Джерелознавство історії України. Довідник. (Заст.керівн.автор. кол.).- К.,1998.-212 с;
4. Архівознавство. Підручник. (керівн. автор. колект.) — К.,1998.- 316 с.; друге, доп.- (за ред. Я.Калакури, І. Матяш).-К.,2002.-356 с.;
5. Історія української культури. Зб. документів і матеріалів. — К.:Вища школа, 2000.- 607 с.;
6. Історичне джерелознавство. Підручник. (керівн. автор. кол.).- К.:Либідь, 2002.- 436 с.;
7. Історична наука: термінологічний і понятійний довідник.(співавтор). — К.:Вища школа, 2002.- 430 с.;
8. Нариси історії архівної справи в Україні.(співавтор). — К.: «КМ академія», 2002.- 610 с.;
9. Українська історіографія.: Курс лекцій.- К.:Генеза, 2004.- 496 с.; Вид. друге, доповн. — 2012.
10. Історія української та зарубіжної культури. Навч. посібник. Вид. шосте, доп.(співавтор).-К.:Знання-Прес,2007.- 358 с.;
11. Історичні засади українознавства. К.: НДІУ.- 2007.- 381 с. ;
12. Історія українознавства (співавтор). — К.: Академвидав, 2011. −512 с.;
13. Українознавче дослідження: теорія та методологія. — Тернопіль: «Джура», 2012. — 294 с.;
14. Науковий інструментарій українознавця (співавтор).- К.: ННІУВІ, 2012. — 376 с.;
15. Україна найдавнішого часу — XVIII століття: цивілізаційний контекст пізнання (співавтор). — Кн. І. — К.- Чернівці-Тернопіль: Астон, 2012. — 700 с. та ін.
16. Українська культура: цивілізаційний вимір (співавтор). – К. : ІПіЕНД ім.І.Ф.Кураса,, 2015. – 496 с.
17. Методологія історіографічного дослідження. – К.:ВПЦ «Київський університет», 2016. – 319 с.
18. Історик і влада. (співавтор). – К.: ІІУ НАН України, 2016. – 543 с.
19. Ментальний вимір української цивілізації (співавтор).. – К.: ІПіЕНД ім.І.Ф.Кураса, 2017. – 512 с.
20. Менеджмент в архівній справі.-  К.:ВПЦ «Київський університет»,, 2018.- 240 с.
21. Ярослав Мудрий та його доба: тисячолітній досвід українського державотворення  (співавтор).   ‒ К.: Київський університет ім. Б. Грінченка, 2019. ‒ 284 с.
22. Антропологічний код української культури і цивілізації — Книга 1–2. — К.: ІПіЕНД ім.І.Ф.Кураса, 2017. (співавтор).

Підготував 15 докторів та 52 кандидати наук. Був головою спеціалізованої вченої ради з захисту докторських і кандидатських дисертацій, членом експертної ради ВАК. Нині працює у двох спеціалізованих радах, є членом редколегії трьох міжвідомчих наукових збірників і одного журналу.

## Звання і нагороди
Заслужений працівник вищої школи України (1984), Відмінник народної освіти України (1997), Заслужений професор Київського національного університету імені Тараса Шевченка (2003), Почесний професор Прикарпатського національного  університету ім. Василя Стефаника та Переяслав-Хмельницького педагогічного університету ім. Григорія Сковороди (2017)

## Премії
- премія премій ім. Василя Веретенникова (2000)
- премія імені Григорія Сковороди (2007)
- премія імені академіка Петра Тронька Національної Спілки краєзнавців України (2017)[1]

З 2009 р. – стипендіат Державної стипендії визначним діячам освіти України.
Нагороджений:
- Почесною грамотою Верховної Ради УРСР (1987);
- Орденом «За заслуги» ІІІ ст. (2002);
- Почесною грамотою Верховної Ради України (2009, 2012);
- АН ВШ України преміями ім. Василя Веретенникова (2000), Григорія Сковороди (2007);
- Орденом За заслуги ІІ ст. (2012 р);
- Ювілейною медаллю «70 років  Перемоги над нацизмом» : Відзнака Президента України : Указ Президента від 29 квітня 2015 р.;
- Нагрудним знаком  МОН України «За наукові та освітні досягнення» (2017);
- Золотою відзнакою Вченої ради Київського університету мені Тараса Шевченка (2012);
- Відзнакою імені Михайла Драгоманова Національного педагогічного університету ім. М.П.Драгоманова (2012);
- лауреат Всеукраїнської літературно-мистецької премії «Київська книга року» у номінації "Історична література" (2024)